# Parque Nacional de Redwood
O Parque Nacional de Redwood (PNR), é um complexo de parques nacionais e estaduais localizado nos Estados Unidos ao longo da costa norte da Califórnia. Compreendendo o Parque Nacional Redwood (fundado em 1968), parque Del Norte Coast, parque Jedediah Smith e o parque Prairie Creek (datados da década de 1920), o PNR combinado contém 139 000 acre (563 km²) e apresenta florestas tropicais temperadas primárias. Localizado nos condados de Del Norte e Humboldt, os quatro parques, juntos, protegem 45% de todas as florestas remanescentes da sequoia-costeira (Sequoia sempervirens), com florestas primárias que totalizam, pelo menos, 15 775 ha (158 km²). Essas árvores são as mais altas, estão entre as mais antigas e são uma das espécies de árvores mais massivas da Terra. Além das florestas de sequoias, os parques preservam outras floras autóctones, fauna, pradaria de pastagens, recursos culturais, porções de rios e outros córregos, e 59,5 km (37,0 mi) de litoral intocado.
Em 1850, a floresta de sequoia primária cobria mais de 809 371 ha (8 090 km²) da costa da Califórnia. A porção norte dessa área era originalmente habitada por nativos americanos que foram forçados a sair das suas terras por buscadores de ouro e lenhadores. As enormes sequoias atraíram lenhadores para apoiar a corrida do ouro em regiões mais ao sul da Califórnia e o aumento da população do desenvolvimento em expansão em São Francisco e outros lugares da Costa Oeste. Depois de muitas décadas de exploração madeireira irrestrita, esforços para a conservação das sequoias começaram. Na década de 1920, o trabalho da Save the Redwoods League, fundada em 1918 para preservar as sequoias primárias, resultou na criação dos parques estaduais Prairie Creek, Del Norte Coast e Jedediah Smith Redwoods, entre outros. O Parque Nacional Redwood foi criado em 1968, quando quase 90% das árvores originais da sequoia haviam sido registradas. O National Park Service (NPS) e o Departamento de Parques e Recreação da Califórnia combinaram administrativamente o Parque Nacional de Redwood com os três parques estaduais de Redwood em 1994 com o propósito de gestão florestal cooperativa e estabilização de florestas e bacias hidrográficas como uma única unidade.
O ecossistema do PNR preserva uma série de espécies animais ameaçadas, como o cyclogobius newberryi, o salmão-rei, a coruja-do-norte e o leão-marinho-de-Steller, embora se acredite que o cyclogobius newberryi provavelmente tenha sido extirpado do parque. Em reconhecimento ao raro ecossistema e à história cultural encontrados nos parques, as Nações Unidas designaram-nos Património Mundial em 5 de setembro de 1980 e parte da Reserva Internacional da Biosfera da Costa da Califórnia em 30 de junho de 1983.

## História
Grupos modernos de povos nativos, como os Yurok, Tolowa, Karok, Chilula e Wiyot têm laços históricos com a região, e alguns grupos de povos nativos americanos ainda vivem no parque. Estudos arqueológicos mostram que as tribos chegaram a essas áreas há 3.000 anos. Um censo de 1852 determinou que os Yurok eram os mais numerosos, com 55 povoações e uma população estimada de 2.500 habitantes. Eles usaram a abundante sequoia, que com seu grão de madeira linear, era facilmente dividida em tábuas e usada como material de construção para barcos, casas e pequenas povoações. Tábuas de madeira de sequoias eram usadas para formar um telhado inclinado e raso. Até à década de 1860, a tribo Chilula vivia na região central do vale de Redwood Creek, próxima às sequoias. Duas povoações Chilula (Howunakut e Noieding), que foram estabelecidas ao longo do Redwood Creek entre Bald Hills e Minor Creek, estão localizados dentro dos limites atuais do parque.
A descoberta de ouro ao longo do rio Trinity em 1850 levou a uma pequena corrida de ouro secundária na Califórnia. Isso trouxe mineiros para a área e muitos permaneceram no litoral depois de não conseguirem enriquecer. Isso rapidamente levou a conflitos nos casos em que os povos nativos eram colocados sob grande pressão, se não fossem removidos à força ou massacrados. Em 1895, apenas um terço dos Yurok permaneceu em um grupo de povoações; em 1919, praticamente todos os membros da tribo Chilula tinham morrido ou sido assimilados em outras tribos. Os mineiros toraram as sequoias para construção; quando esta pequena corrida do ouro terminou, alguns dos mineiros voltaram novamente para a exploração madeireira, cortando as árvores gigantes de sequoia. Inicialmente, mais de 809 371 ha (8 090 km²) da Califórnia e sudoeste do Oregon eram florestas de sequoias primárias, mas em 1910, a extensa exploração madeireira levou conservacionistas e cidadãos preocupados a começar a procurar maneiras de preservar as árvores restantes, que eles viram ser desmatadas a uma taxa alarmante. Em 1911, o representante americano John E. Raker, tornou-se o primeiro político a introduzir legislação para a criação de um parque nacional de sequoias. No entanto, nenhuma outra ação foi tomada pelo Congresso naquela época.
A preservação dos bosques de sequoia na Califórnia é considerada uma das contribuições de conservação mais substanciais do Boone and Crockett Club. A Save the Redwoods League foi fundada em 1918 pelos membros do Boone and Crockett Club Madison Grant, John C. Merriam, Henry Fairfield Osborn e o futuro membro, Frederick Russell Burnham. As compras iniciais de terras foram feitas pelo membro do clube Stephen Mather e William Kent. Em 1921, o membro do Boone and Crockett Club, John C. Phillips, doou US$ 32.000 para comprar terras e criar o Raynal Bolling Memorial Grove no parque estadual de Humboldt Redwoods. Isso foi oportuno quando a U.S. Route 101, que em breve forneceria acesso quase irrestrito às árvores, estava em construção. Usando fundos correspondentes fornecidos inicialmente pelo Condado de Humboldt e mais tarde pelo Estado da Califórnia, a Save the Redwoods League conseguiu proteger áreas de bosques concentrados ou múltiplos e algumas florestas inteiras na década de 1920. Como a Califórnia criou um sistema de parques estaduais, começando em 1927, três das áreas preservadas de sequoia criadas foram o Prairie Creek Redwoods, Del Norte Coast Redwoods e Jedediah Smith Redwoods. Um quarto tornou-se o parque estadual de Humboldt Redwoods, de longe o maior dos parques estaduais de Redwood, mas não no sistema do Parque Nacional de Redwood. Devido à alta demanda por madeira durante a Segunda Guerra Mundial e ao boom da construção que se seguiu na década de 1950, a criação de um parque nacional foi adiada. Os esforços da Save the Redwoods League, do Sierra Club e da National Geographic Society para criar um parque nacional começaram no início da década de 1960. Após intenso lobby do Congresso, o projeto de lei que cria o Parque Nacional de Redwood foi assinado pelo presidente Lyndon B. Johnson em 2 de outubro de 1968. A Save the Redwoods League e outras entidades compraram mais de 40 468 ha (405 km²), que foram adicionados aos parques estaduais existentes. Em meio ao apoio local de ambientalistas e à oposição de madeireiros locais e madeireiras, 19 424 ha (194 km²) foram adicionados ao Parque Nacional de Redwood em uma grande expansão em 1978. No entanto, apenas um quinto dessa terra era de florestas primárias, o resto foi desmatado. Esta expansão protegeu a bacia hidrográfica ao longo de Redwood Creek de ser afetada negativamente por operações de exploração madeireira fora do parque. Os parques federais e estaduais foram administrativamente combinados em 1994.
As Nações Unidas designaram o Parque Nacional de Redwood como Património Mundial em 5 de setembro de 1980. O comité de avaliação observou 50 sítios arqueológicos pré-históricos, abrangendo 4.500 anos. Também citou pesquisas em andamento no parque por pesquisadores da Universidade Estadual de Humboldt, entre outros. O parque faz parte de uma região muito maior, designada Reserva Internacional da Biosfera da Costa da Califórnia em 30 de junho de 1983. A biosfera da Costa da Califórnia é supervisionada pelo Sistema de Reserva Natural da Universidade da Califórnia.

## Clima
O Parques Nacional de Redwood têm um clima de floresta tropical temperada oceânica, com características do Mediterrâneo de verão frio. O tempo no PNR é muito influenciado pelo Oceano Pacífico. As temperaturas costeiras geralmente variam entre 4 e 15 °C durante todo o ano, enquanto mais longe da costa os verões são mais quentes e secos e os invernos são mais frios. As sequoias vermelhas crescem principalmente a 1,5 ou 3 km da costa, e nunca mais de 50 mi (80,5 km) dela. Nesta zona costeira temperada, mas húmida, as árvores recebem humidade tanto das fortes chuvas de inverno quanto da persistente neblina de verão. A presença e consistência da neblina de verão é, na verdade, mais importante para a saúde geral das árvores do que a precipitação pesada. A neve é incomum mesmo em picos acima de 1 500 ft (457 m), exemplificando ainda mais a natureza suave e temperada desta latitude do norte; no entanto, a neve leve misturada com a chuva é comum durante os meses de inverno.
| Dados climatológicos para Parque Nacional Redwood                  | Dados climatológicos para Parque Nacional Redwood | Dados climatológicos para Parque Nacional Redwood | Dados climatológicos para Parque Nacional Redwood | Dados climatológicos para Parque Nacional Redwood | Dados climatológicos para Parque Nacional Redwood | Dados climatológicos para Parque Nacional Redwood | Dados climatológicos para Parque Nacional Redwood | Dados climatológicos para Parque Nacional Redwood | Dados climatológicos para Parque Nacional Redwood | Dados climatológicos para Parque Nacional Redwood | Dados climatológicos para Parque Nacional Redwood | Dados climatológicos para Parque Nacional Redwood | Dados climatológicos para Parque Nacional Redwood |
| Mês                                                                | Jan                                               | Fev                                               | Mar                                               | Abr                                               | Mai                                               | Jun                                               | Jul                                               | Ago                                               | Set                                               | Out                                               | Nov                                               | Dez                                               | Ano                                               |
| ------------------------------------------------------------------ | ------------------------------------------------- | ------------------------------------------------- | ------------------------------------------------- | ------------------------------------------------- | ------------------------------------------------- | ------------------------------------------------- | ------------------------------------------------- | ------------------------------------------------- | ------------------------------------------------- | ------------------------------------------------- | ------------------------------------------------- | ------------------------------------------------- | ------------------------------------------------- |
| Temperatura máxima recorde (°C)                                    | 24,0                                              | 27,0                                              | 27,0                                              | 30,0                                              | 33,0                                              | 37,0                                              | 32,0                                              | 34,0                                              | 35,0                                              | 32,0                                              | 26,0                                              | 22,0                                              | 37,0                                              |
| Temperatura máxima média (°C)                                      | 11,9                                              | 12,8                                              | 13,3                                              | 13,8                                              | 15,9                                              | 17,4                                              | 18,3                                              | 18,4                                              | 18,4                                              | 17,0                                              | 13,7                                              | 11,5                                              | 15,2                                              |
| Temperatura mínima média (°C)                                      | 2,1                                               | 2,5                                               | 3,4                                               | 4,4                                               | 6,7                                               | 8,7                                               | 10,2                                              | 10,4                                              | 8,6                                               | 6,1                                               | 3,8                                               | 1,9                                               | 5,7                                               |
| Temperatura mínima recorde (°C)                                    | −8,0                                              | −7,0                                              | −4,0                                              | −3,0                                              | −4,0                                              | 1,0                                               | 1,0                                               | 2,0                                               | −4,0                                              | −2,0                                              | −6,0                                              | −9,0                                              | −9,0                                              |
| Precipitação (mm)                                                  | 309                                               | 271                                               | 262                                               | 159                                               | 100                                               | 51,0                                              | 9,4                                               | 13,0                                              | 31,0                                              | 127                                               | 290                                               | 399                                               | 2 022                                             |
| Queda de neve média (cm)                                           | 1,0                                               | 0,25                                              | 0                                                 | 0                                                 | 0                                                 | 0                                                 | 0                                                 | 0                                                 | 0                                                 | 0                                                 | 0                                                 | 0,25                                              | 2,8                                               |
| Fonte: NOAA (1981–2010)                                            |                                                   |                                                   |                                                   |                                                   |                                                   |                                                   |                                                   |                                                   |                                                   |                                                   |                                                   |                                                   |                                                   |
| Fonte 2: Western Regional Climate Center (queda de neve 1948–2006) |                                                   |                                                   |                                                   |                                                   |                                                   |                                                   |                                                   |                                                   |                                                   |                                                   |                                                   |                                                   |                                                   |

## Cultura
- Mencionada na música Heart of Gold de Neil Young, também em versão de Johnny Cash.
- Cenas ambientadas na lua florestal Endor]] em Star Wars: Episode VI – Return of the Jedi foram filmadas em terras privadas de uma empresa de exploração madeireira ao norte do parque perto da cidade de Smith River, que foram depois desmatadas. A cena de perseguição em alta velocidade foi filmada em Chetham Grove no parque estadual de Grizzly Creek Redwoods, ao sul do parque.[22]
- Cenas dos filmes The Lost World: Jurassic Park e Outbreak, foram filmados nas proximidades do parque estadual de Prairie Creek Redwoods e parque estadual de Patrick's Point.[22][23]
- Em 1997, Julia Hill, então com 23 anos, escalou e viveu em uma sequoia de 180 ft (54,9 m) ao sul do parque por 738 dias para impedir o desmatamento da área.[24]

## Galeria

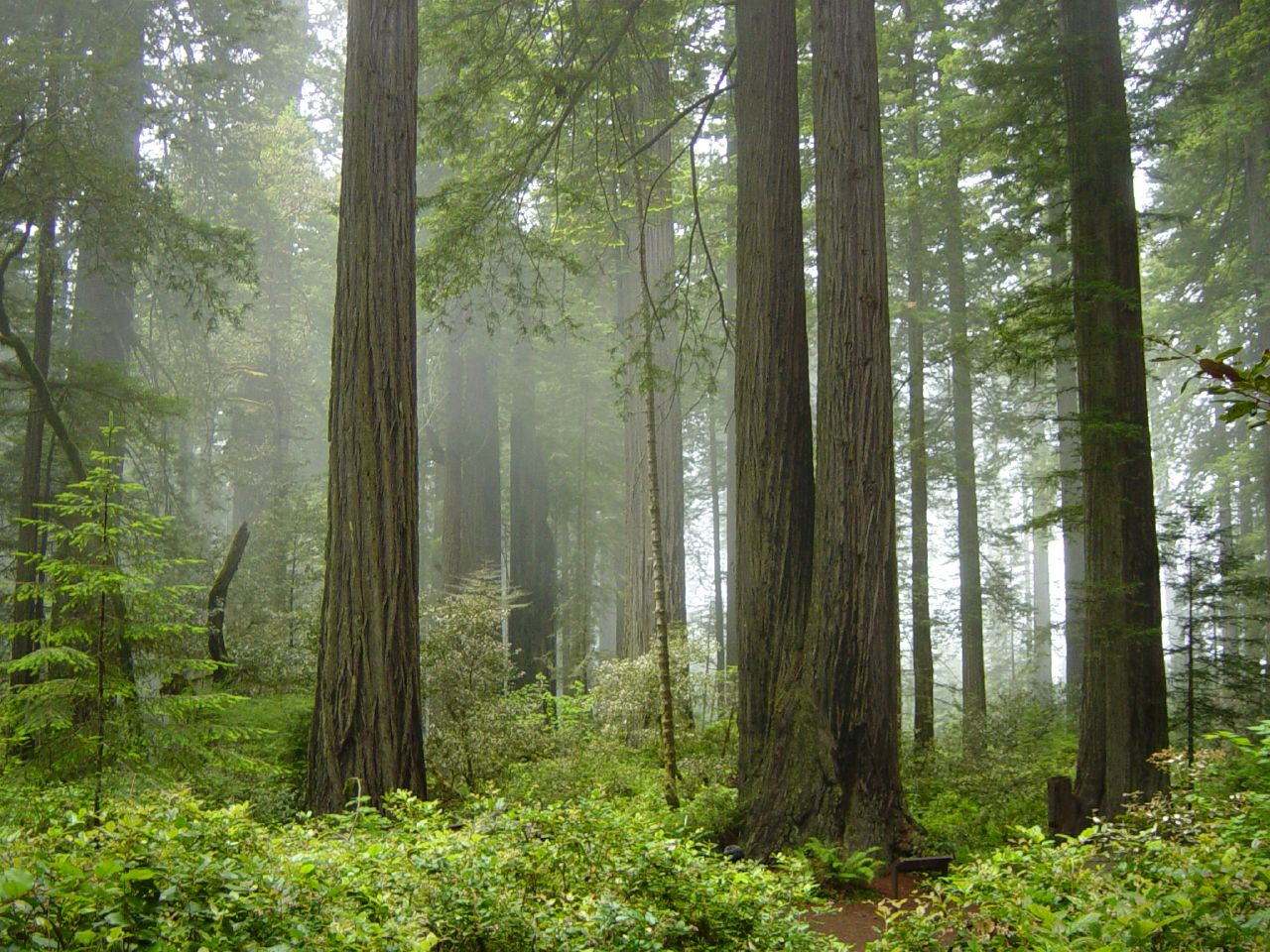
Nevoeiro no Parque Nacional Redwood
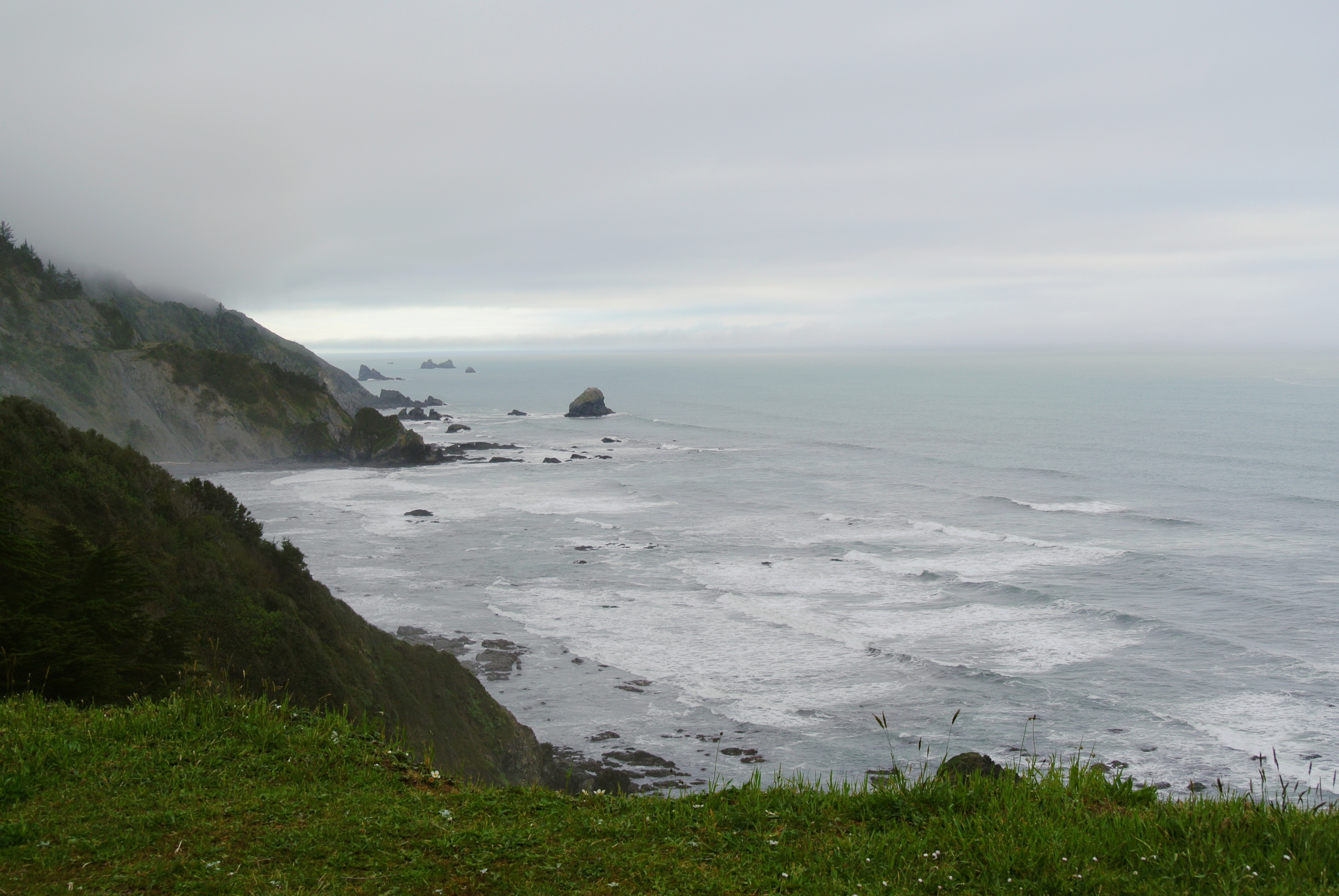
Costa do Parque Nacional Redwood
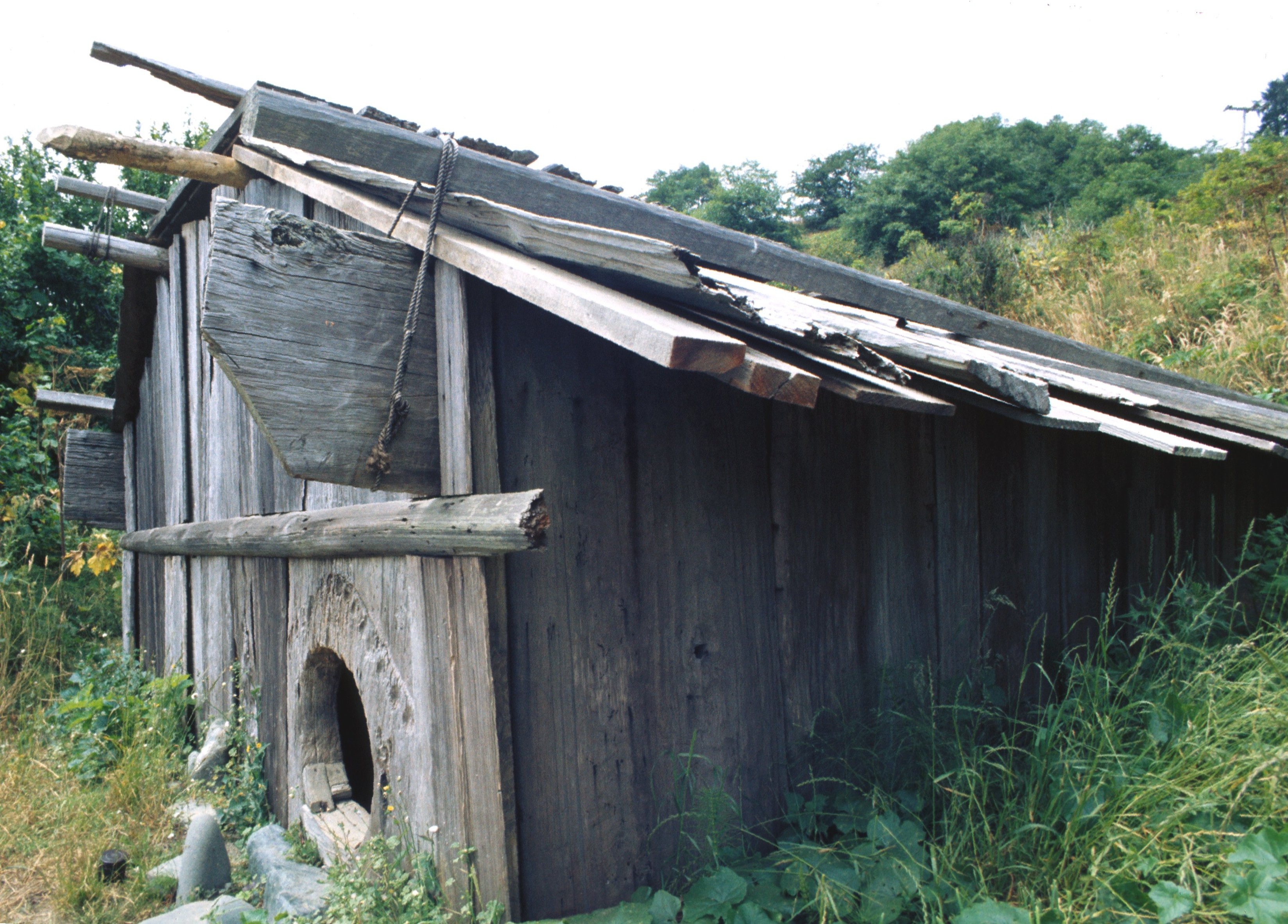
Reconstrução de uma casa de madeira dos índios Yurok no Parque Nacional Redwood
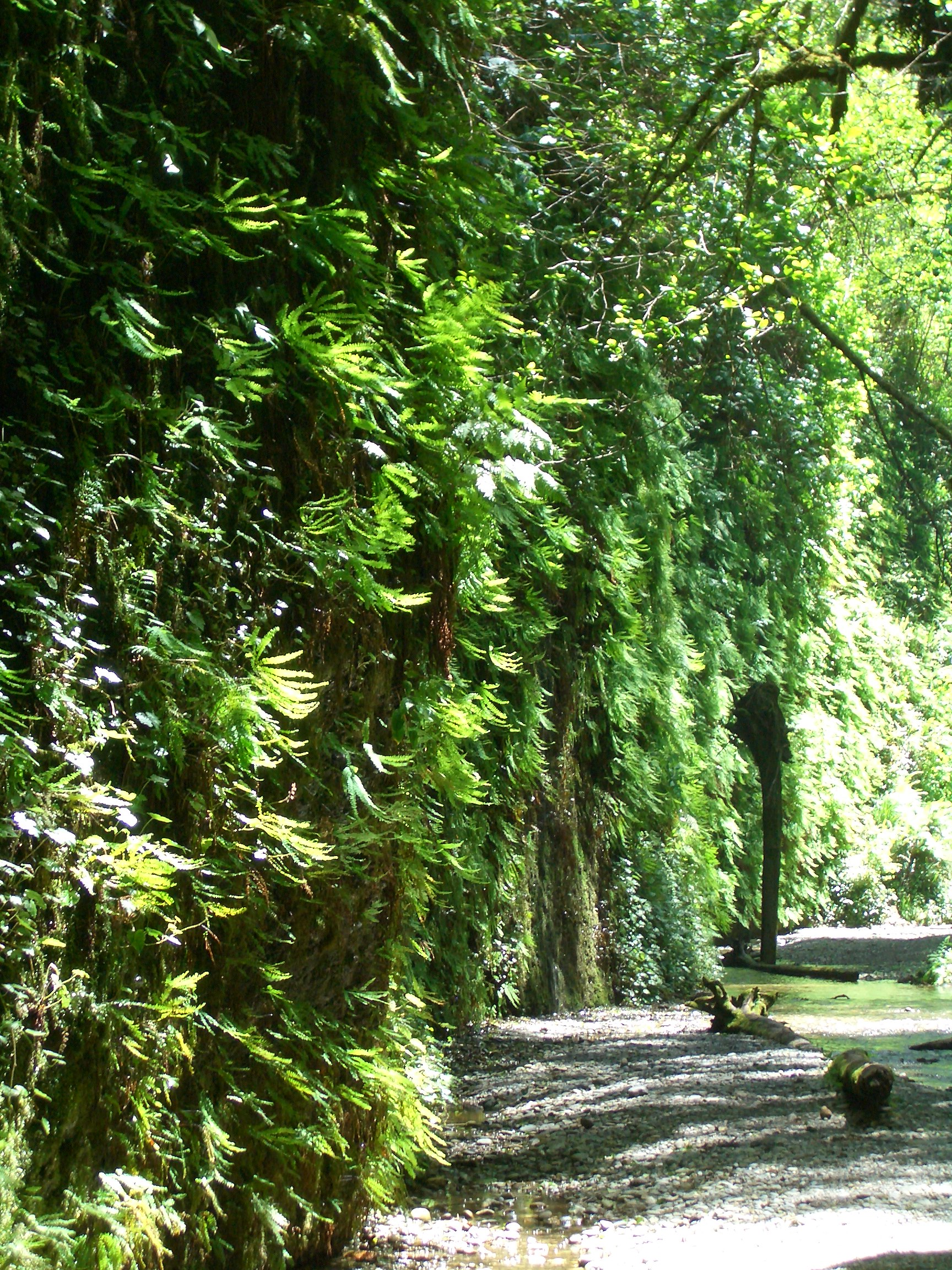
Fern Canyon, Parque Nacional Redwood
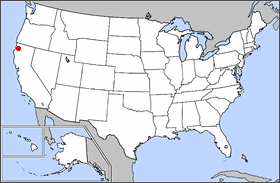
Parque Nacional Redwood nos Estados Unidos da América
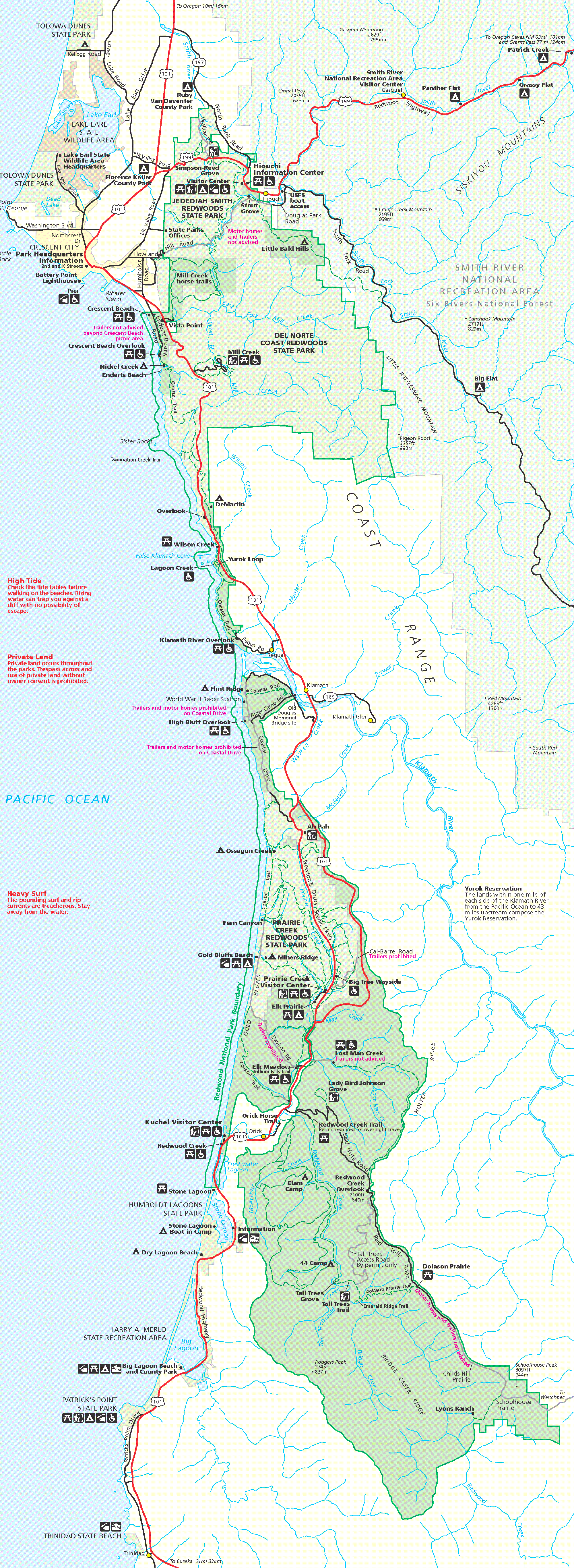
Mapa do Parque Nacional Redwood